# Mauguio
Mauguio (okzitanisch Mauguiò; manchmal auch Mauguio-Carnon) ist ein südfranzösischer Ort und eine Gemeinde (commune) mit 16.417 Einwohnern (Stand 1. Januar 2022) im Département Hérault in der Region Okzitanien.

## Lage und Klima
Die Stadt liegt auf dem Nordufer des Lagunensees Étang de l’Or rund 16 km (Fahrtstrecke) östlich von Montpellier in einer Höhe von ca. 10 m. Bis zum südwestlich gelegenen Mittelmeer-Badeort Carnon, der zum Gemeindegebiet gehört, sind es gut 15 km. Das Gemeindegebiet wird von den Flüssen Salaison und Cadoule sowie einigen kleineren Bachläufen durchquert, die alle in den See entwässern. Die Stadt grenzt im Norden an der Bewässerungskanal Canal d’irrigation du Bas-Rhône Languedoc, der in östlicher Richtung bis zur Petit Rhône verläuft. Das Klima ist mild bis warm und wird in hohem Maß vom Mittelmeer beeinflusst, Regen (ca. 755 mm/Jahr) fällt überwiegend im Winterhalbjahr.

## Bevölkerungsentwicklung
| Jahr                      | 1800  | 1851  | 1901  | 1954  | 1999   | 2018   |
| Einwohner                 | 1.435 | 2.074 | 2.910 | 3.504 | 14.847 | 16.735 |
| Quelle: Cassini und INSEE |       |       |       |       |        |        |

Früher war Mauguio ein weitgehend sich selbst versorgendes Fischerdorf mit etwas Landwirtschaft und Weinbau im Hinterland. Einen enormen Bevölkerungsaufschwung erlebte der Ort als Folge des Tourismus seit den 1970er Jahren.

## Wirtschaft
Weinbau und Tourismus sind heute die Haupteinnahmequellen der Gemeinde.

## Geschichte
Keltische oder römische Funde sind nicht bekannt. Die Entwicklung des Ortes scheint erst mit der Verlagerung der Hauptstadt der Grafschaft Melgueil von Maguelone nach Melgurio im 8. Jahrhundert eingesetzt zu haben. Die Grafen von Melgueil herrschten über Montpellier, und im Ort, dessen Bedeutung der von Toulouse entsprach, wurde der Denier melgorien geschlagen. Von dieser Zeit ist nur eine Motte erhalten; die Burg wurde in den Religionskriegen zerstört.

## Sehenswürdigkeiten
Die weitgehend neue Stadt bietet kaum historische Sehenswürdigkeiten. Der Strand von Carnon ist einen Ausflug wert. Die katholische Kirche ist dem hl. Jakobus d. Ä. geweiht; es gibt auch eine protestantische Kirche (temple); beide entstammen dem 19. Jahrhundert.

## Persönlichkeiten
- Pontius von Melgueil († 1126) war 7. Abt von Cluny
- Pierre de Belcastel (um 1648–1710), hugenottische Militärperson

## Partnergemeinden
- Boves, Italien
- Lorca, Spanien
- Midoun, Tunesien